# George Chapman
George Chapman (Hertfordshire, 1559 – Londres, 12 de maio de 1634) foi um dramaturgo, tradutor e poeta inglês.